# Cleocnemis taquarae
Cleocnemis taquarae es una especie de araña cangrejo del género Cleocnemis, familia Philodromidae. Fue descrita científicamente por Keyserling en 1891.

## Distribución
Esta especie se encuentra en Brasil y Perú.